# Chhang
Chhang – gaun wikas samiti w zachodniej części Nepalu w strefie Gandaki w dystrykcie Tanahu. Według nepalskiego spisu powszechnego z 2001 roku liczył on 1318 gospodarstw domowych i 6337 mieszkańców (3478 kobiet i 2859 mężczyzn).